# 智頭急行HOT7000系気動車
智頭急行HOT7000系気動車（ちずきゅうこうHOT7000けいきどうしゃ）は、智頭急行の特急形気動車である。
中国山地を通過する智頭急行智頭線および西日本旅客鉄道（JR西日本）因美線は、山岳路線ゆえに急勾配・急カーブが続く区間がある。本系列は、この高速運転に不利な条件を克服するため開発された、制御付自然振り子機構を採用した高速気動車である。
形式称号のHOTは、智頭線沿線の3県・兵庫県 (Hyogo)、岡山県 (Okayama)、鳥取県 (Tottori)のローマ字表記の頭文字を並べたものであり、番号の7000は1両あたりの機関出力が約700 PSであることに由来する。

## 構造

### 車体
気動車における振り子機構は気動車の機構的な性質から困難と考えられてきたが、先んじてJR四国が鉄道総研と共同開発した2000系気動車によって問題解決され、同時に「制御付自然振り子方式」が開発されたため（詳細は2000系の当該箇所を参照）、当形式は2000系の振り子機構、エンジン、台車、車体構造の多くを踏襲している。
車体は、全長21.3 m（車体長20.8 m）、全幅2.845 m（車体幅2.820 m）の軽量ステンレス車体で、3次元曲面で構成された先頭車の運転台部分は、普通鋼であり、低重心で車高を抑え、車体断面が制御付自然振り子機構作動時に車両限界を超えないように設計されている。
非貫通形の先頭車側の前面ガラスは、前方の視界を向上するため3次元ガラスであり、傾斜角度やガラス面積を大きくし、先頭形状はスピード感あふれる流線形であり、前照灯や尾灯は運転台上部に収納し、ワイパーブレードや手すり以外の突起物を取り付けないようにしている。
貫通形の先頭車側は、貫通扉が目立たず非貫通形とのバランスを考慮し、前面ドア部は傾斜をつけた構造となっており、中間車として運用される場合は幌アダプターを使用することとした。
車体側面塗装の塗り分けは、HOT3500形と同じであり、色合いはHOT3500形より明るい色で、山陰・山陽の海の色を表したダークブルーをベースとし、前頭部の裾の部分は白色であり、各車両の側面車端部には山々の緑に映えるワインレッドのアクセントカラーを配し、背景の景色に溶け込む配色とした。側面の側窓は、側面全体が流れるような造形とするため大型の高反射率ガラスを使用し、窓周りを黒色に塗装、また車外の吹き寄せ部にもガラスを取り付けて連続窓とした。
振子装置は、超過遠心力による乗り心地悪化を防ぐために、車体傾斜用空気シリンダを取り付けた制御付自然振子装置を採用し、HOT7000形とHOT7020形には曲線や距離を検知した情報などを総合指令を出す振子指令制御装置（CC装置）があり、振子制御装置から指令を受けて各車の振子制御装置（TC装置）でカーブの度合によって車両傾斜を制御しており、智頭線内のみ作動している。
客用扉は、ウイングスライド式のプラグドアを採用し、45度外側へ45 mm移動し、車体に沿って電話室やトイレ方向に900 mm移動する方式で、車椅子でも容易に乗り降りができるようにし、ステップを張り出す構造としたため戸袋は廃止している。片側1箇所となっており、冬季の雪害対策で客用扉閉時に下部レールが露出しないようにした。
また、各車両側面の客用扉付近に、車号表示器や駅名と特急列車名を交互に表示させるように、LEDの表示器を設置した。

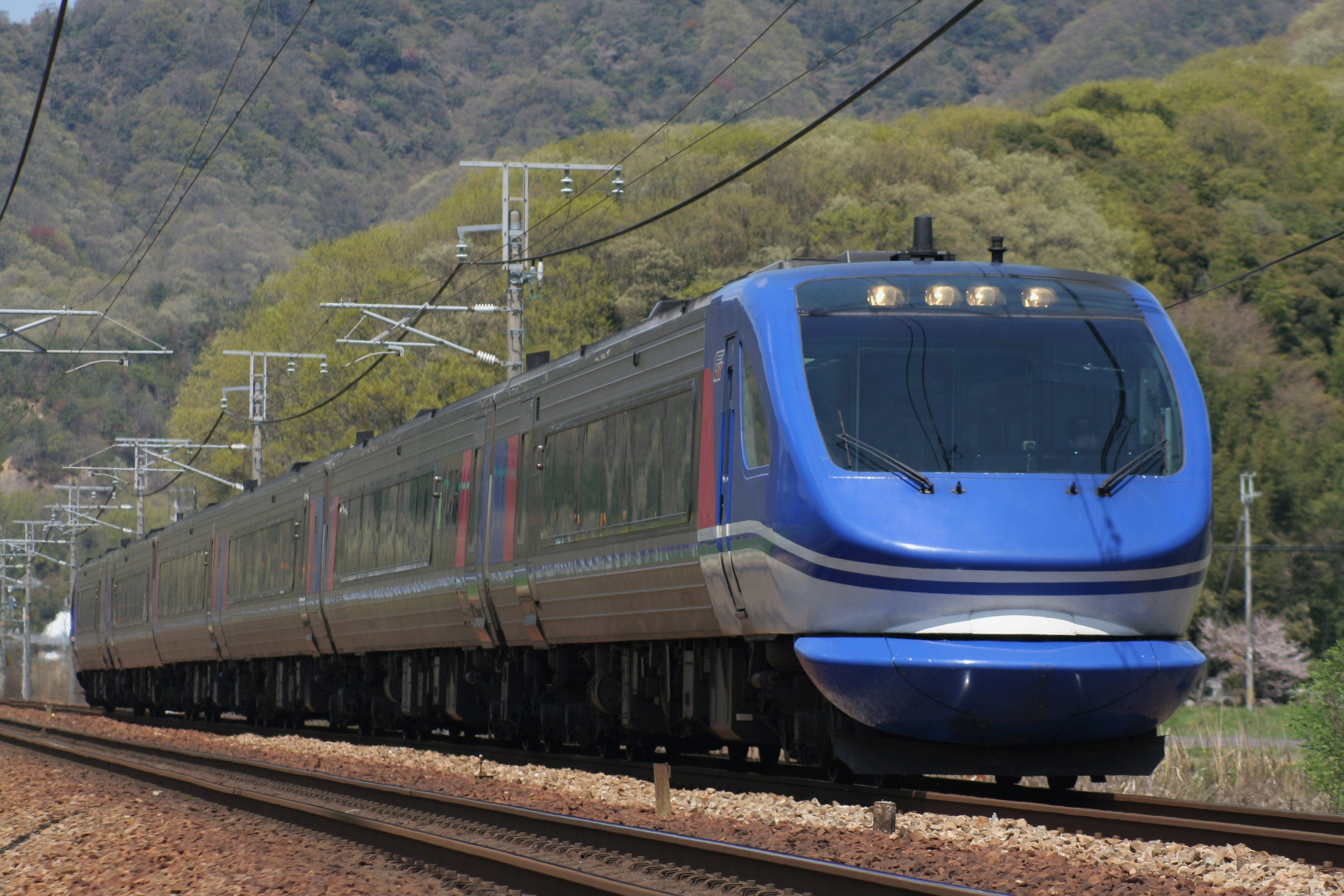
非貫通型先頭車（前照灯変更前）
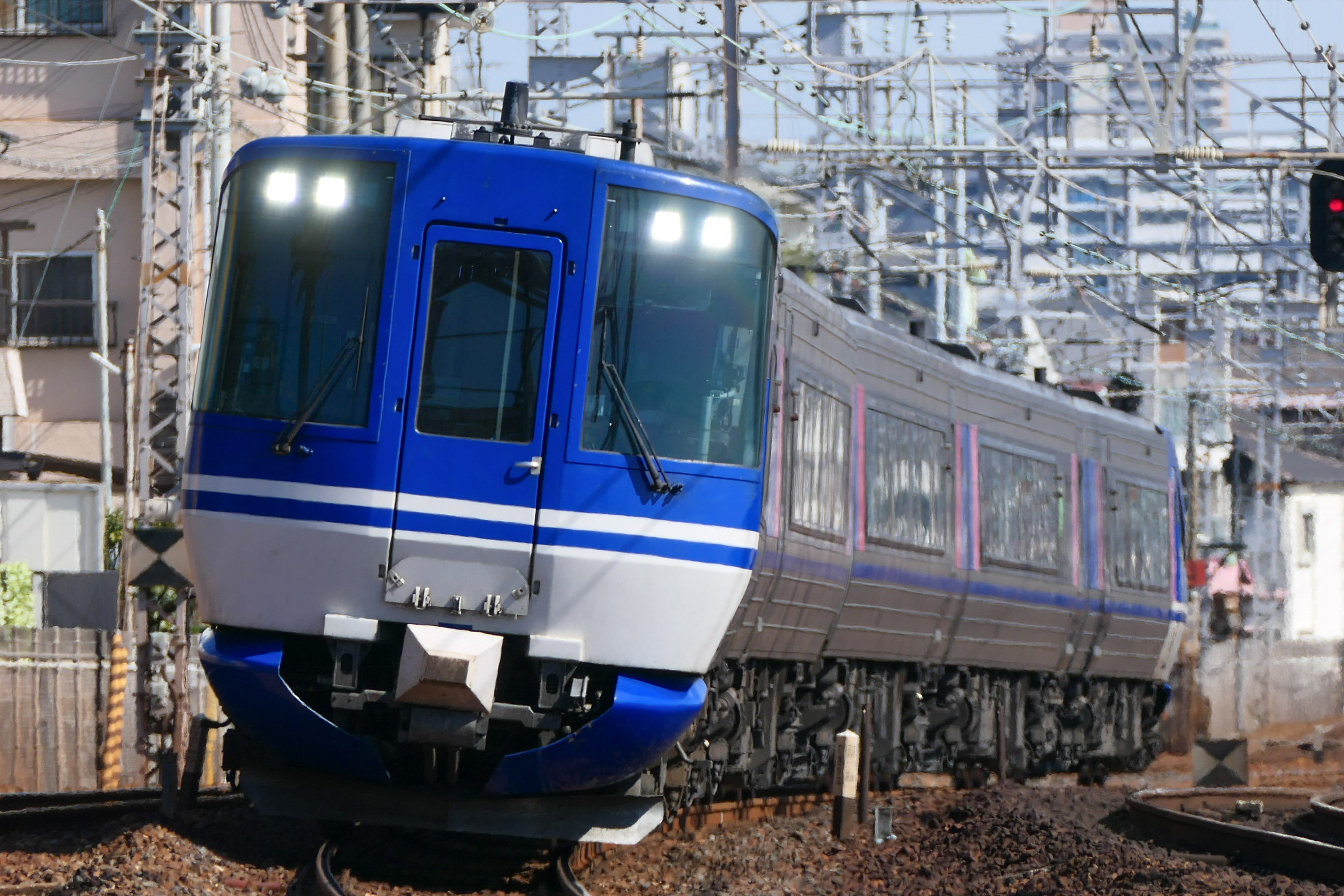
貫通型先頭車

### 車内
車内は、ウォームグレーを基調とし、ワインレッドを加えた色調で、メラミン樹脂化粧板や化粧シートを使用し、落ち着きのある空間とした。
床には高耐候性鋼板のキーストンプレートの上に車両用の床材を設置し、その上から防音や断熱効果を高めるために塩化ビニル樹脂を貼り付けてカーペットを敷き防音シートを貼り付けたことから、床下からの騒音を軽減し静粛性の向上を図った。
照明は、天井中央部に半間接照明を設置し、客室の側窓は、直射日光を遮り、車外から見えにくくするためにハーフミラーガラス（高反射率ガラス）の複層固定式であり、カーテンはプリーツタイプの横引きとした。
腰掛は、980 mmのシートピッチで4列シートであり、ジャガード張りの中肘掛け付き回転式フリーストップリクライニングバケットシートを採用しており、背面に大型テーブルやフットレストを装備している。
HOT7020形の運転席側には2人・4人用のソファーの簡易個室を設け、HOT7040形の出入台部側の2席分が車椅子固定ベルト付きの専用席とし、HOT7050形の半室グリーン席の腰掛は、1,170 mmのシートピッチで3列シートである。
客室と出入台部の仕切り扉は、光電管式電気式自動扉であり、接点不良などによる故障を防ぐ構造とし、客室側の仕切り扉上部にLED案内情報表示器を設置し、停車駅・沿線案内などを表示し、自動音声装置で停車駅のアナウンスを自動で放送できる仕組みである。
各先頭車両前部にテレビカメラを設置し、客室の前後端にあるビデオモニターに前面展望映像やビデオ映像を映し出すことができる。
トイレは、中間車のHOT7030形・HOT7040形・HOT7050形の客用扉側に清掃が容易なFRP製ユニットの大便所と小便所が設置され、その反対側には人工大理石洗面所が設置されており、HOT7030形の大便所は和式、HOT7040形は車椅子のまま使用可能な洋式、HOT7050形は洋式であり、それぞれ床下に循環式汚物処理装置を設けている。

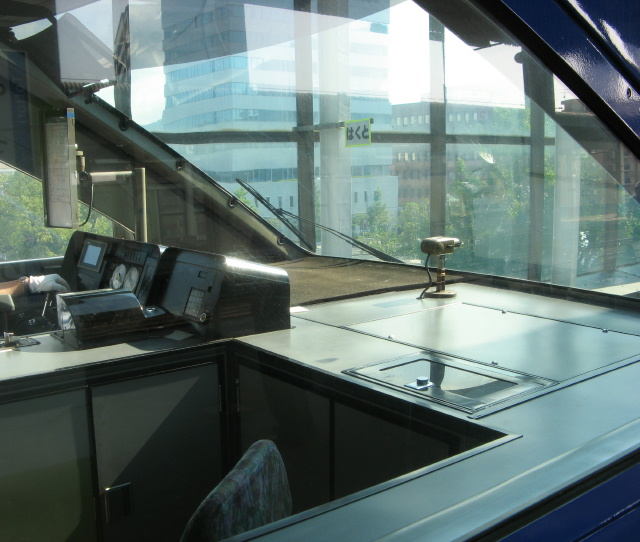
車内モニタ前面展望用カメラ
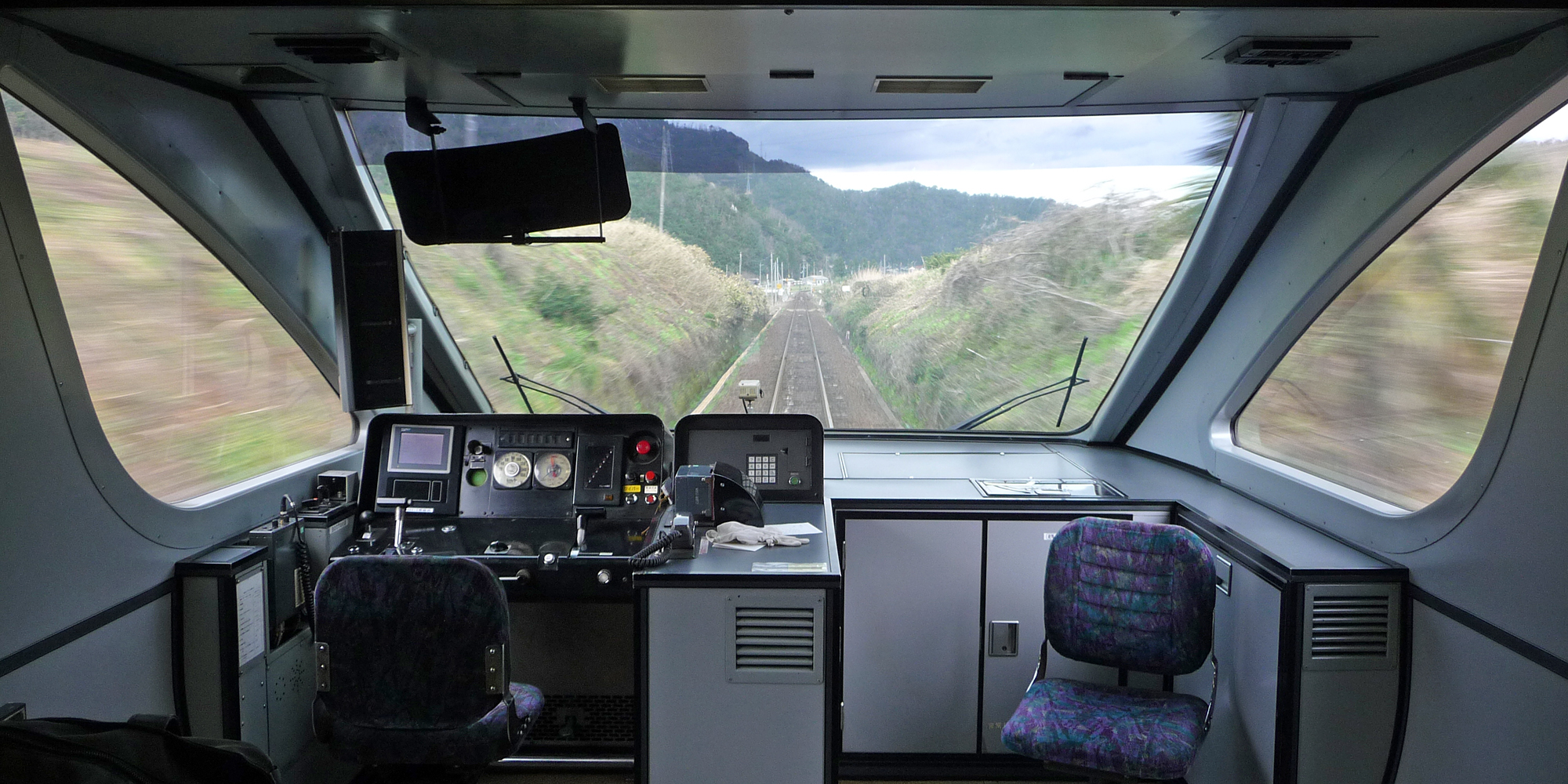
運転台
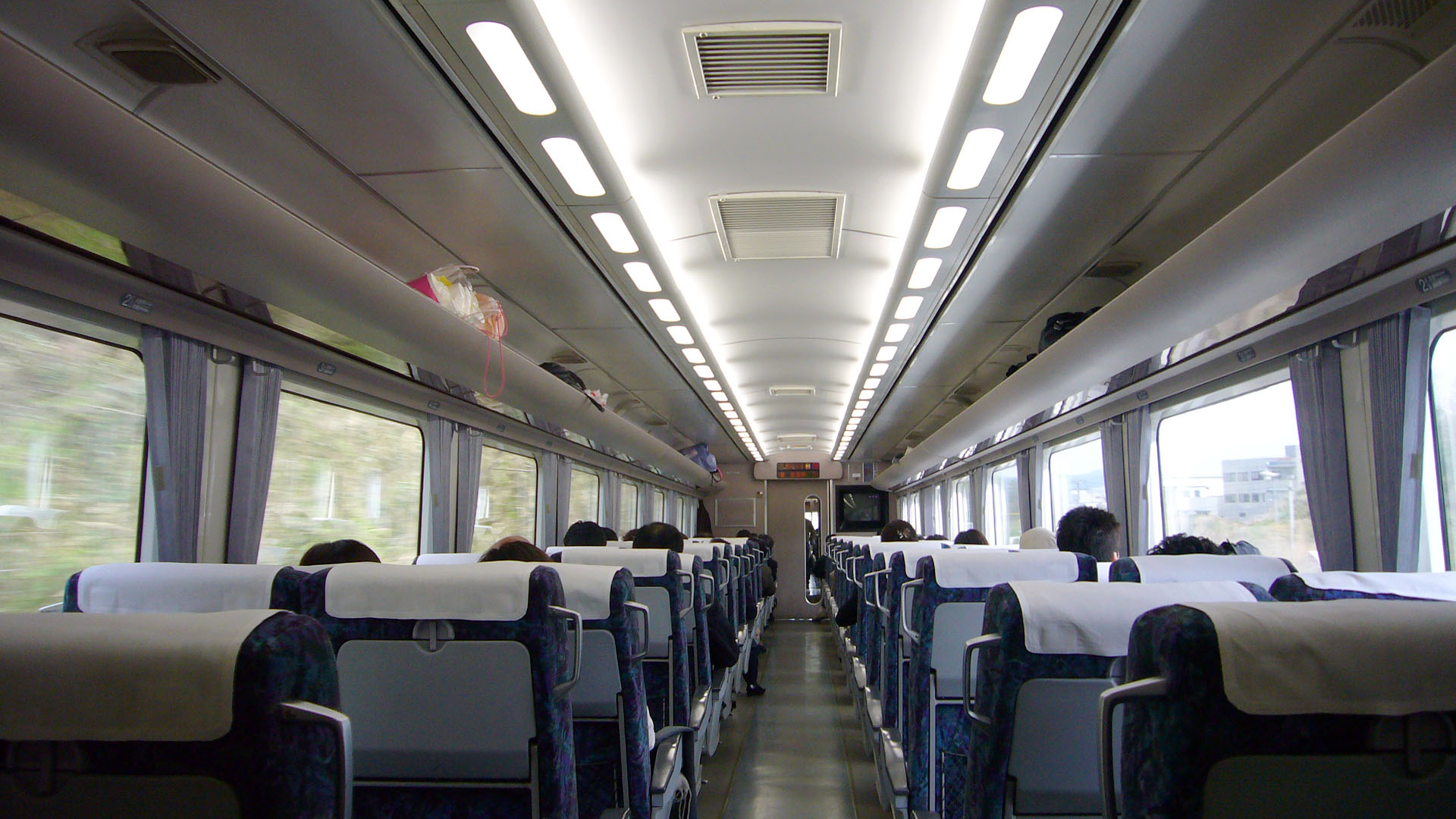
リニューアル前の普通車内

### 走行装置
走行用ディーゼルエンジンは、HOT3500形と同じコマツ製SA6D125H-1 ［261 kW (355 PS) / 2,100 rpm］を各車に2基ずつ搭載する。
力行指令は6ノッチで高出力化を図るとともに、機関の部品はHOT3500形と共用とし、部品の共通化を図った。
液体変速機は変速1段・直結2段式の 新潟コンバーター製のTACN-22-1608を搭載し、変速と直結の切替は、自動切替とした。
台車は、制御付き自然振子装置組込円錐積層ゴム式ボルスタレス1軸駆動台車であり、車輪径は他の振子式気動車と同じ810 mmとし、密封複式円錐コロ軸受を採用しており、台車形式はFU46Dであり、ブレーキ装置は、ユニットブレーキを用いた特殊鋳鉄制輪子の踏面両抱き式を採用し、メンテナンスの向上を図った 。
制動装置は、営業最高速度が130 km/hであり、高速度からの制動を配慮するため、電気指令式空気ブレーキ・応荷重装置・応速度装置・滑走防止装置や機関・排気ブレーキを装備した。また、下り勾配では抑速制動も可能としており、保安ブレーキは直通予備ブレーキを装備した。
当形式で改良された技術がN2000系にフィードバックされている。

### 空調装置
暖房装置は、運転席に能力4.9 kW（4,200 kcal/h）のエンジン排熱を利用した温風式が2基、客室のHOT7000形とHOT7010形に6基、HOT7020形に7基、HOT7030形・HOT7040形・HOT7050形に9基搭載されている。
冷房装置は、能力27.9 kW（24,000 kcal/h）の新冷媒対応のBCU-50が2基搭載されており、換気は、天井に取り付けた電動換気扇を3台設置している。

## 改造

### リニューアル
2009年までに全編成に「なごみの空間」をテーマにした、グリーン席・自由席車の腰掛モケットの交換や、内装・トイレの真空洋式化・車椅子対応トイレの自動扉化・LED 案内情報表示器のFM文字放送の表示・客用扉の開閉音声メッセージ機能の追加などのリニューアル工事を施工し、リニューアルにより全車両禁煙となり1・5号車に喫煙ルーム（2009年6月に廃止）が設置された。HOT7010形とHOT7020形車両の携帯電話コーナーは撤去され飲料の自動販売機が設置された。このリニューアルにより2008年度グッドデザイン賞「身体の移動 領域部門」を受賞した。
リニューアル車の展示会などは以下の日程で実施された。
- 2007年8月5日 - 展示会を鳥取駅2番のりばで実施。リニューアル車が公開された[37]。
- 2008年8月2日 - 展示会を倉吉駅3番のりばで実施。また、試乗会を鳥取 - 智頭間（片道）と智頭 - 大原間を往復する区間で実施。
- 2008年8月3日 - 展示会を神戸駅1番のりば、京都駅7番のりばで実施[41]。

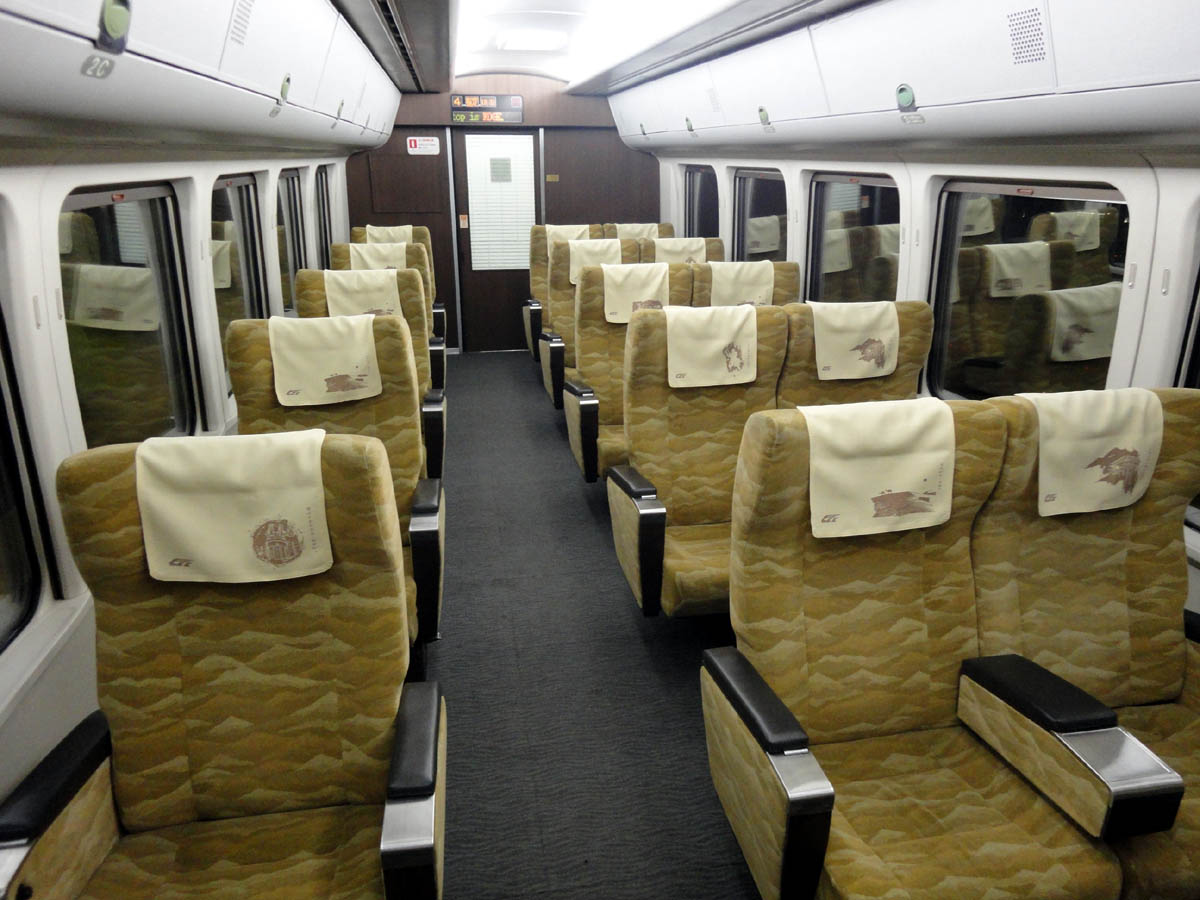
リニューアル後のグリーン席
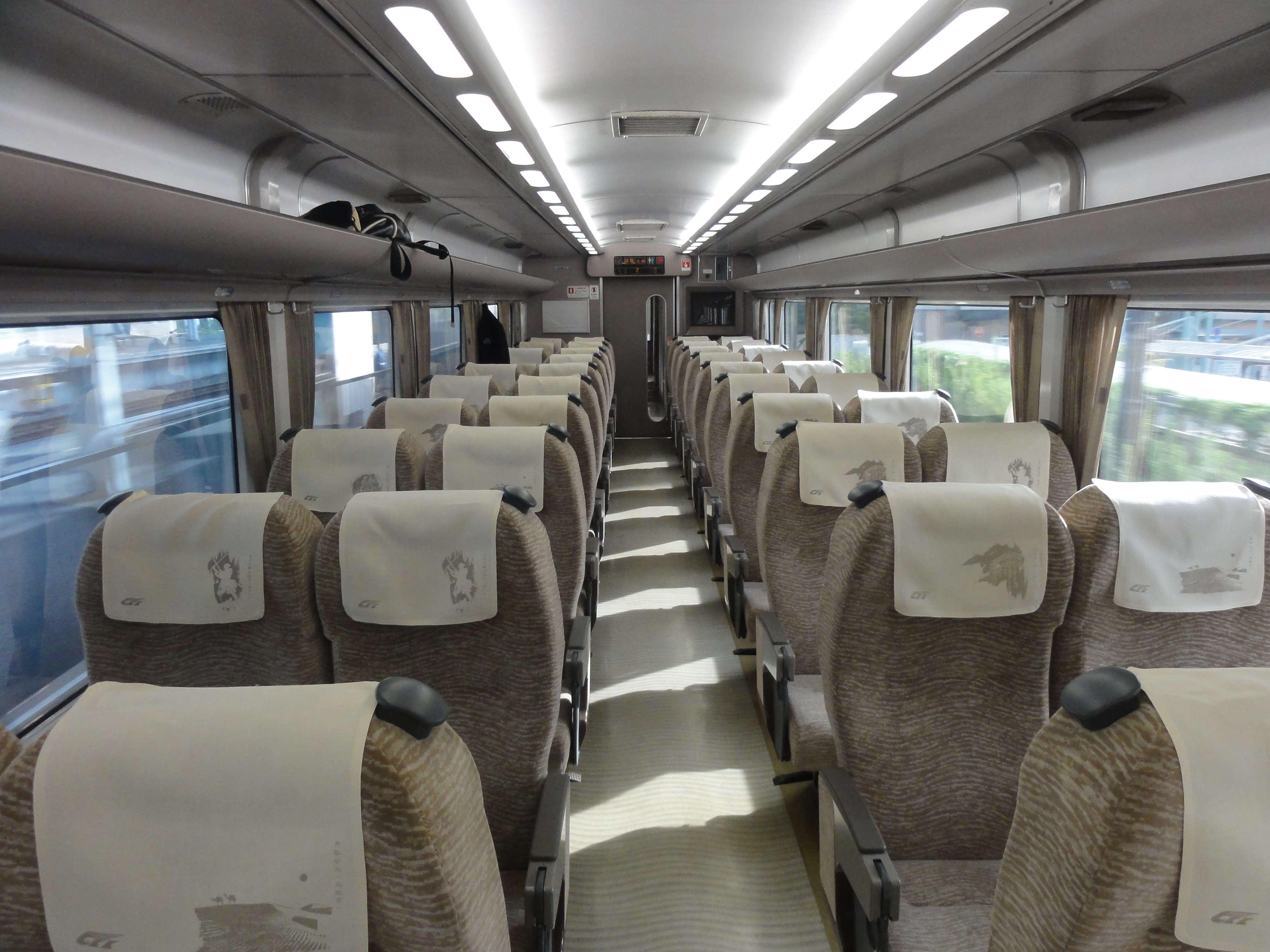
リニューアル後の普通席

### 再リニューアル
2016年春に再びリニューアル工事を施工。デッキ部に大型荷物置き場の設置（1・5号車）、多目的室の設置（5号車）、窓側座席にモバイルコンセントの設置、温水洗浄便座の設置・小便器の取り替え（2 - 4号車）が行われた。車体および車内のLED案内装置（次駅案内、観光案内など）も3色LEDからフルカラーLEDに更新している。

## 編成・形式
以下の6形式がある。HOT7050形はグリーン・普通合造車、そのほかは普通車であり、当初は普通車のみであったが、1997年にグリーン・普通合造車のHOT7050形が登場し、2002年までに6形式・計34両が富士重工業で製造された。
| HOT 7010形 | HOT 7030形 | HOT 7030形 | HOT 7040形 | HOT 7000形 | 竣工          |
| ---------- | ---------- | ---------- | ---------- | ---------- | ------------- |
| 7011       | 7031       | 7032       | 7033       | 7001       | 1994年9月11日 |
| 7012       | 7034       | 7041       | 7042       | 7002       | 1994年9月17日 |
| HOT 7020形 | HOT 7020形 | HOT 7040形 |            |            | 竣工          |
| 7021       | 7022       | 7043       |            |            | 1994年9月19日 |
| HOT 7010形 | HOT 7030形 | HOT 7040形 | HOT 7040形 | HOT 7000形 | 竣工          |
| 7013       | 7035       | 7044       | 7045       | 7003       | 1997年2月28日 |
| HOT 7020形 |            |            |            |            | 竣工          |
| 7023       |            |            |            |            | 1997年2月28日 |
| HOT 7050形 |            |            |            |            | 竣工          |
| 7051       |            |            |            |            | 1997年8月1日  |
| 7052       |            |            |            |            | 1997年8月1日  |
| 7053       |            |            |            |            | 1997年8月1日  |
| 7054       |            |            |            |            | 1997年8月1日  |
| 7055       |            |            |            |            | 1997年8月1日  |
| HOT 7010形 | HOT 7000形 |            |            |            | 竣工          |
| 7014       | 7004       |            |            |            | 1997年8月27日 |
| HOT 7010形 | HOT 7030形 | HOT 7030形 | HOT 7040形 | HOT 7000形 | 竣工          |
| 7015       | 7036       | 7037       | 7046       | 7005       | 2002年9月26日 |
| HOT 7040形 | HOT 7040形 | HOT 7050形 |            |            | 竣工          |
| 7047       | 7048       | 7056       |            |            | 2002年9月27日 |

HOT7000形 (Mc1)
京都方の非貫通型先頭普通車で、7001 - 7005の5両が在籍。多目的室と荷物置き場を設置。定員44名。
HOT7010形 (Mc1')
鳥取・倉吉方の非貫通型先頭普通車で、7011 - 7015の5両が在籍。飲料の自動販売機と荷物置き場を設置。定員44名。
HOT7020形 (Mc2)
貫通型先頭普通車で、方向転換することができる。7021 - 7023の3両が在籍。運転室直後の区画にコンパートメント・多目的室を設置。定員49名。
HOT7030形 (M1)
中間普通車で、7031 - 7037の7両が在籍。小便所および温水洗浄便座つき洋式トイレを設置。定員60名。
HOT7040形 (M2)
中間普通車で、7041 - 7048の8両が在籍。バリアフリー対応温水洗浄便座つき洋式トイレを設置。定員58名。
HOT7050形 (Mhs)
中間グリーン・普通合造車で、7051 - 7056の6両が在籍。バリアフリー対応温水洗浄便座つき洋式トイレを設置。定員グリーン18名・普通24名。
通常は、下表の5両編成を組成する。なお、Mc1・Mc1'・M1の代わりにMc2が組み込まれることがある。多客時は2号車と3号車の間に増2号車としてMc2・M1・M2のいずれかが組み込まれて6両編成で運転されている。
| ← 倉吉・鳥取京都 → |            |            |            |            |
| HOT 7010形         | HOT 7030形 | HOT 7040形 | HOT 7050形 | HOT 7000形 |

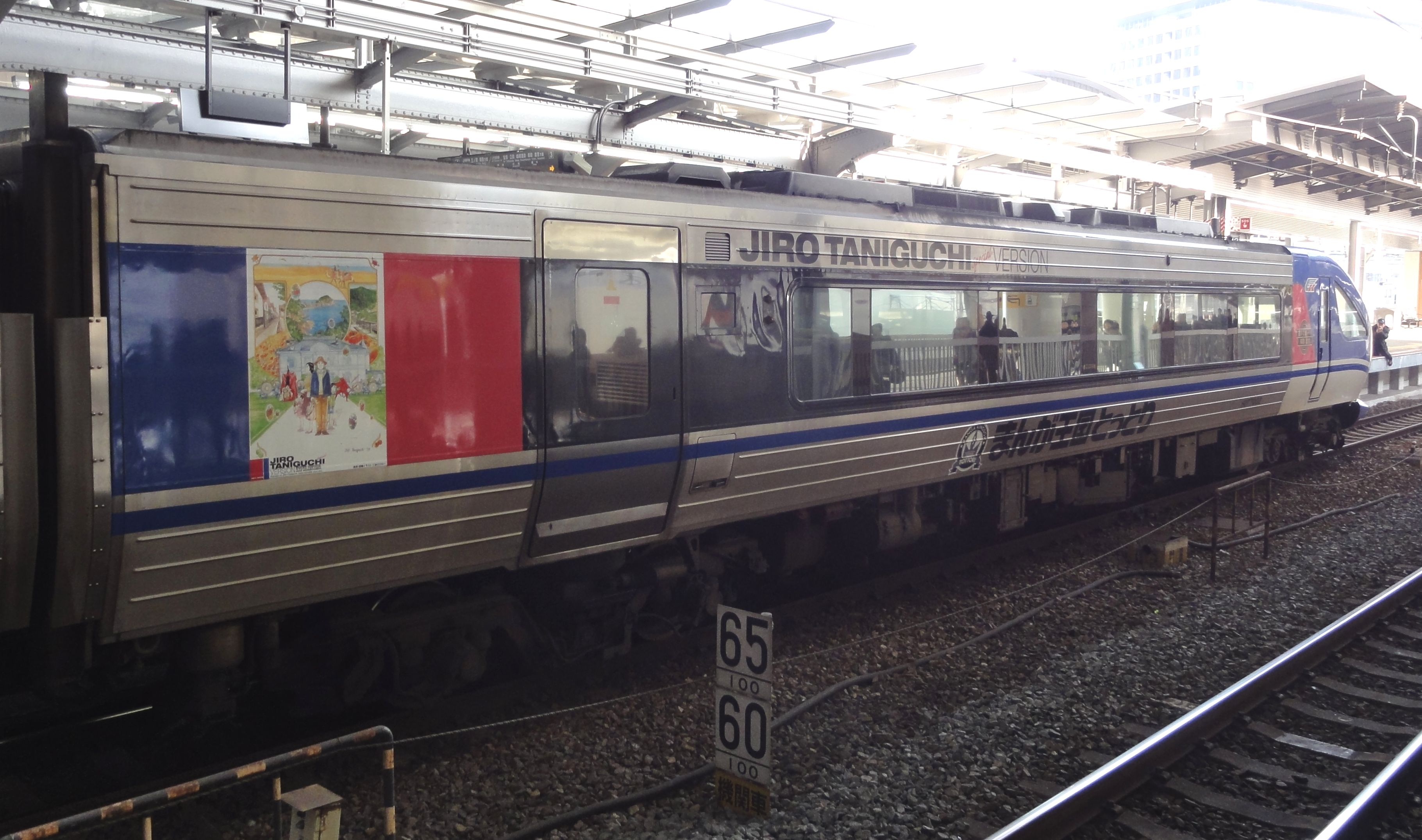
HOT7000形
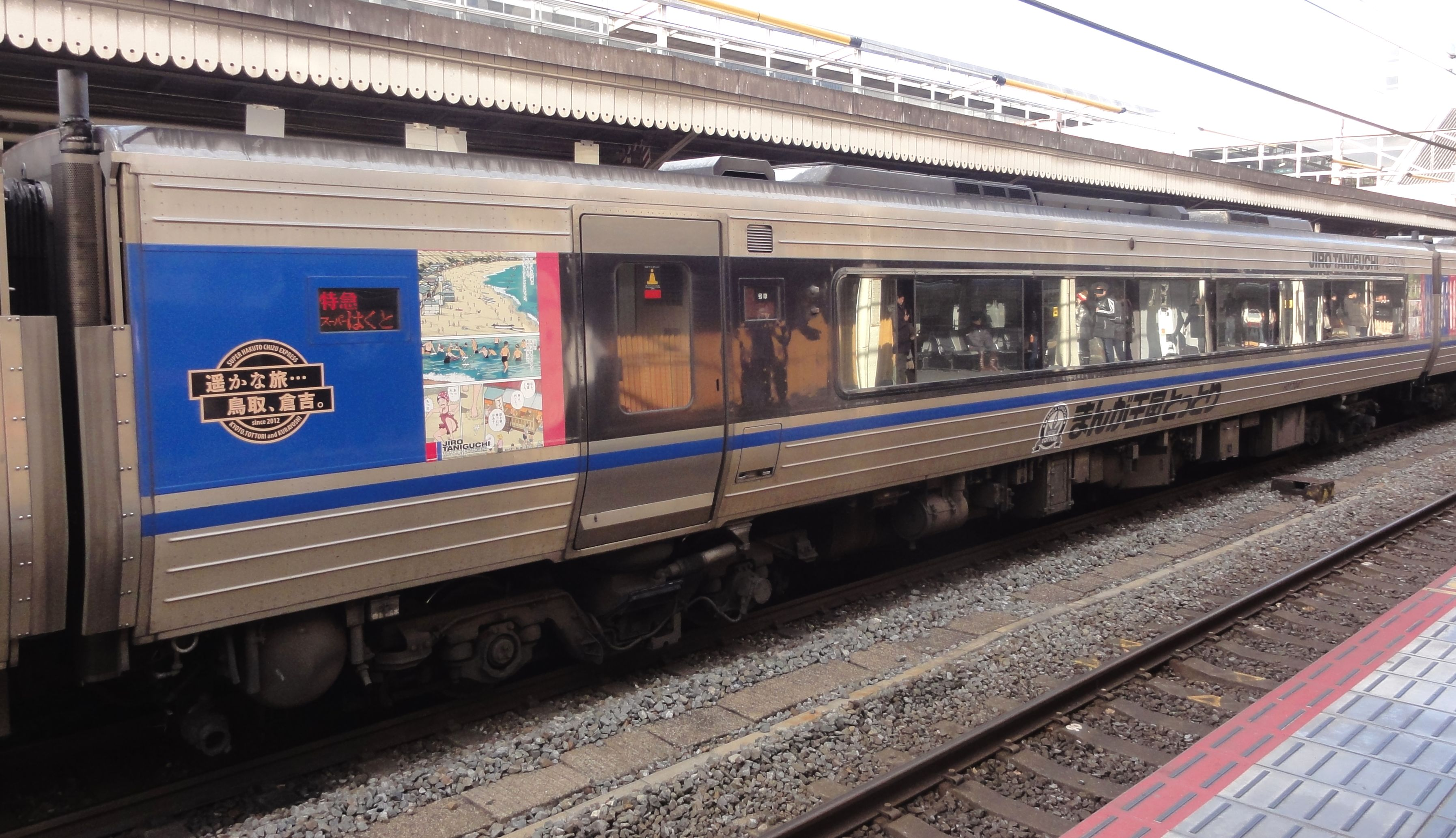
HOT7040形
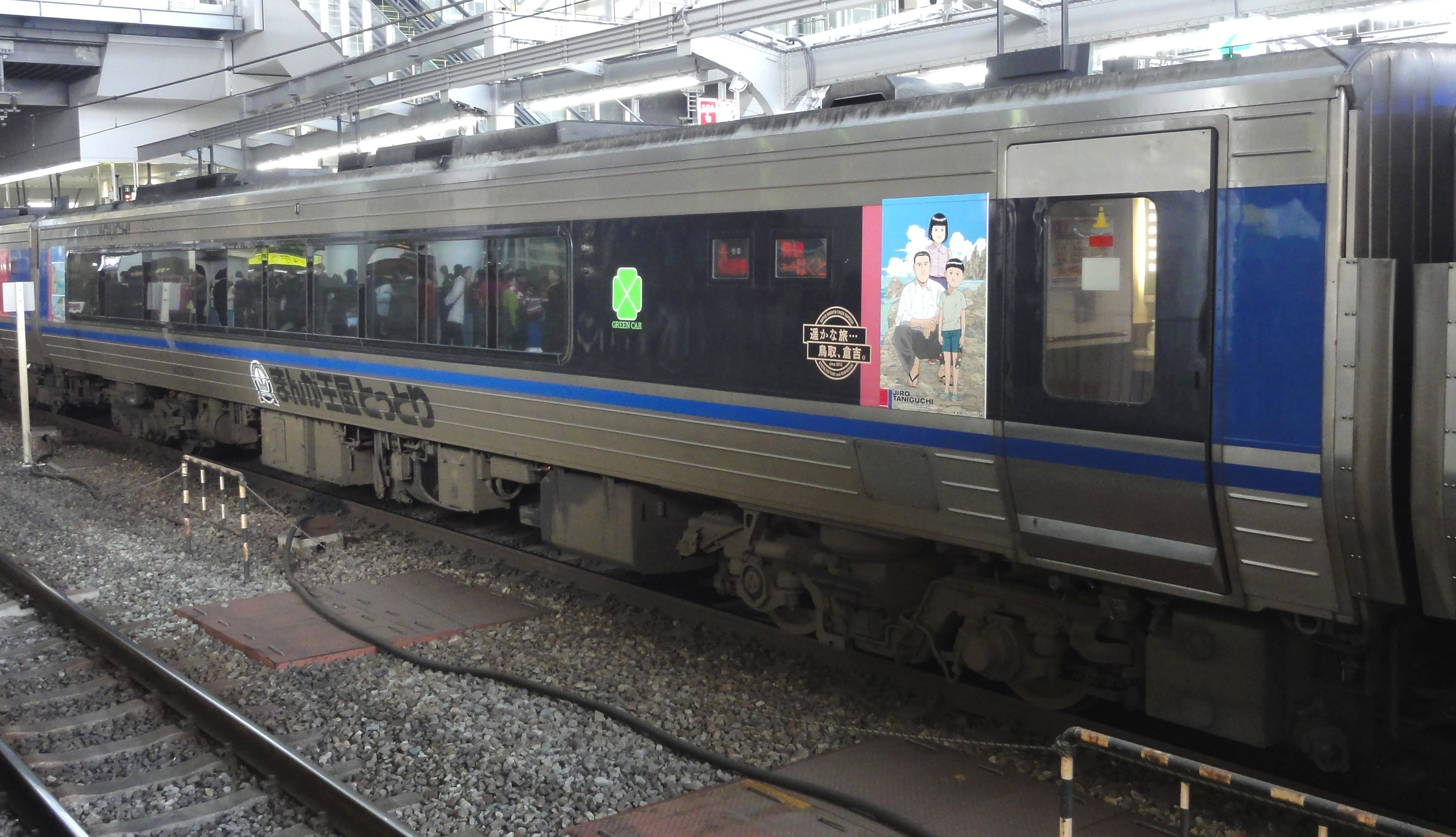
HOT7050形
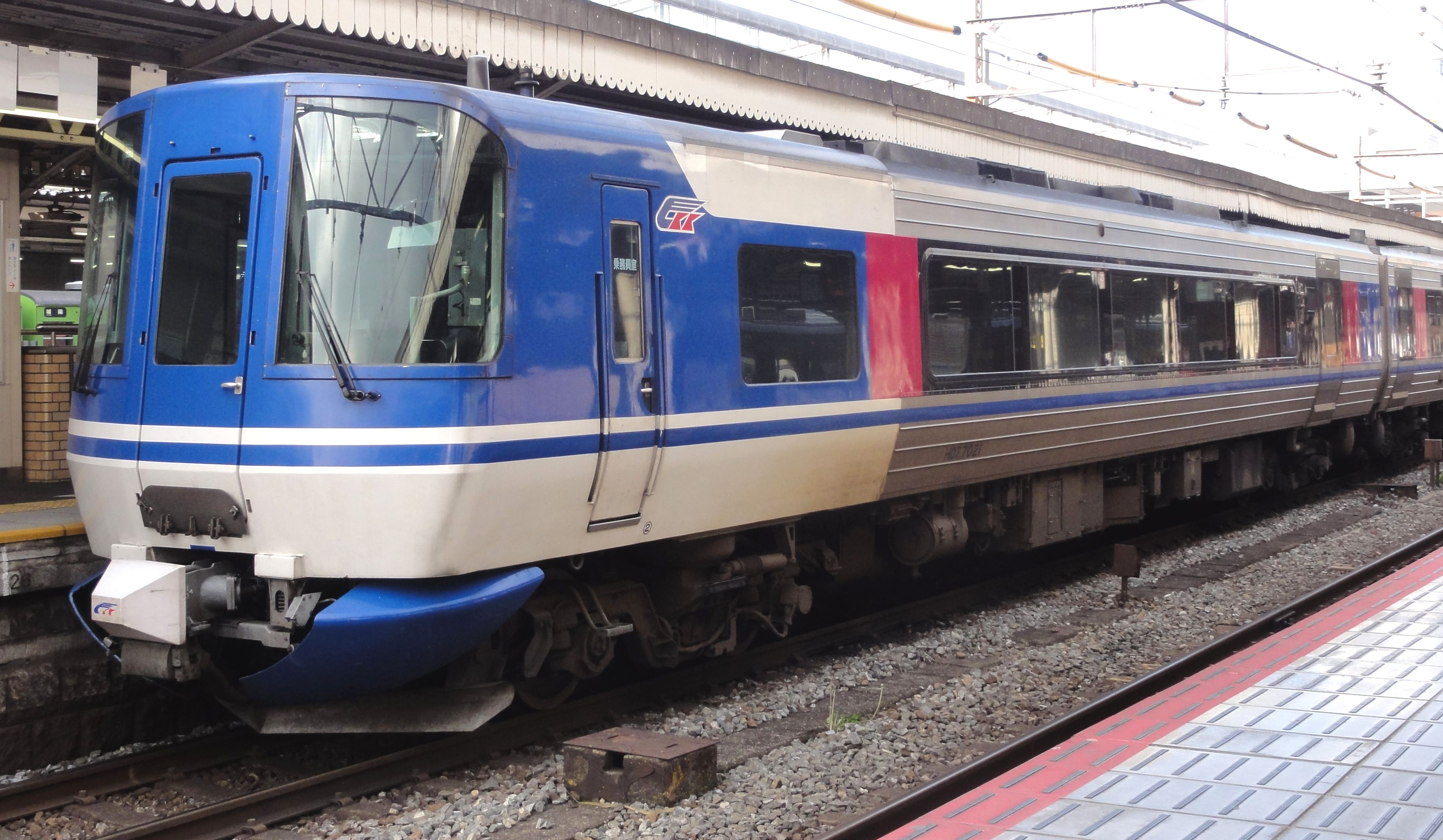
HOT7020形

推移
1994年12月3日より5両編成2本と増結・予備用の3両を含む13両で「スーパーはくと」としてデビュー。
|             | ← 倉吉・鳥取新大阪 → |            |            |            |            |
| 5両編成 2本 | HOT 7010形           | HOT 7030形 | HOT 7030形 | HOT 7040形 | HOT 7000形 |
| 増結用 3両  | HOT 7020形           | HOT 7020形 | HOT 7040形 |            |            |

## 車両配置と運用線区

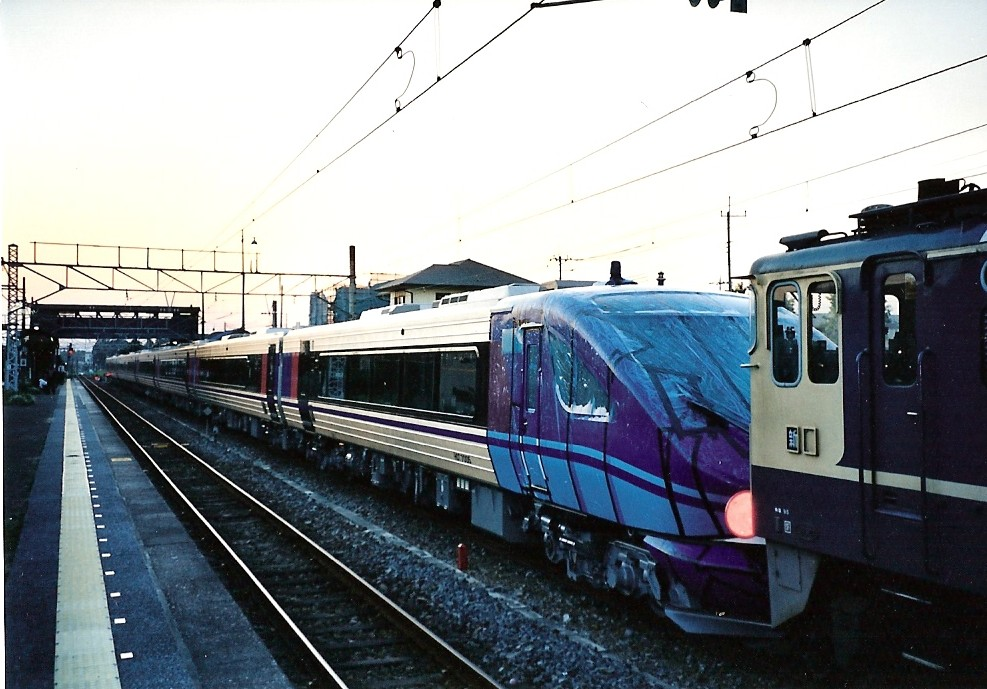
鶴田駅で見られたHOT7000系の輸送

1994年12月3日に智頭急行線が開業し特急「スーパーはくと」で運用されている。
- JR西日本
  - 東海道本線・山陽本線（JR京都線・一部のJR神戸線）：京都 - 上郡間
  - 因美線：智頭 - 鳥取間
  - 山陰本線：鳥取 - 倉吉間
- 智頭急行
  - 智頭線：全線

書類上の車籍は智頭急行の大原基地にあるが、保守・管理はJR西日本に委託しており、中国統括本部後藤総合車両所鳥取支所に常駐する。

### 運用開始まで
1994年10月30日に大阪駅と神戸駅で、11月3日に大阪駅で車両展示会が行われ、11月20日には大阪 - 大原間で試乗会を開催。

### 阪神・淡路大震災の影響
1995年1月17日に阪神・淡路大震災が発生し、東海道・山陽本線は神戸市内で不通となった。この時HOT7000系は姫路 - 和田山間のノンストップ快速で使用された。
1月23日からは姫路 - 鳥取間で、4月1日から新大阪 - 鳥取間で「スーパーはくと」の運転を再開している。